# Wassili Wladimirowitsch Dolgorukow

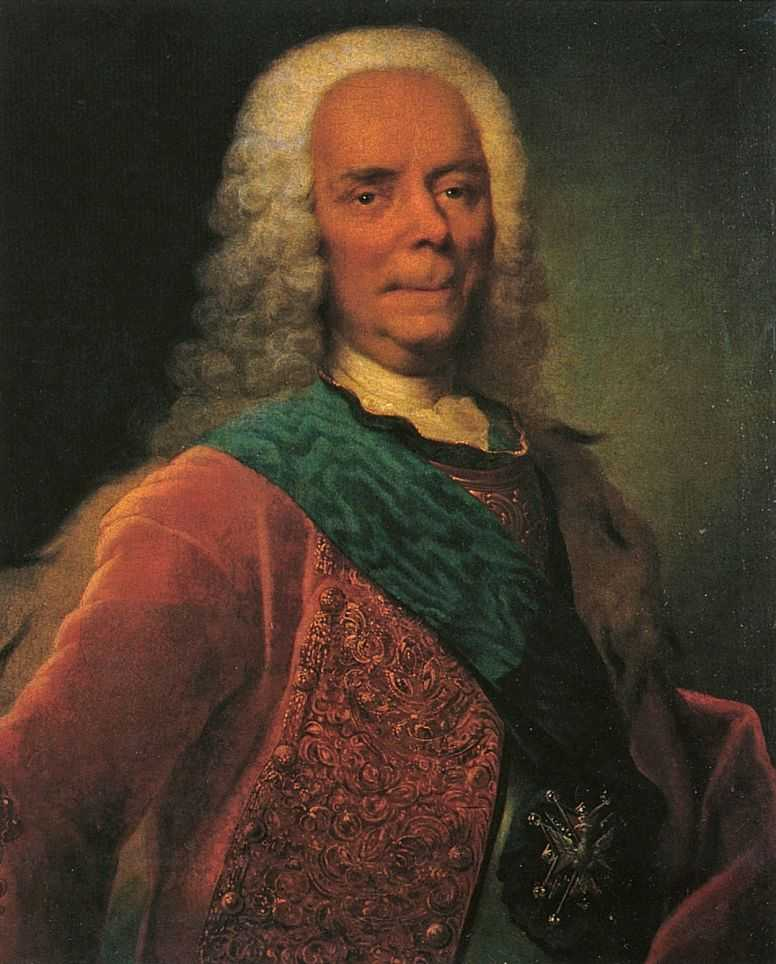
Wassili Wladimirowitsch Dolgorukow

Fürst Wassili Wladimirowitsch Dolgorukow (russisch князь Василий Владимирович Долгоруков; * Januar 1667; † 11. Februar 1746 in Sankt Petersburg) war ein russischer Politiker und seit 1728 Feldmarschall.

## Leben
Dolgorukow war der Sohn eines Bojaren und seit 1685 im Rang eines Stolnik am Zarenhof. Er wurde 1700 in das Preobraschensker Leib-Garderegiment angeworben. Er nahm am Großen Nordischen Krieg teil und zeichnete sich während der Belagerung von Mitau in 1705 aus. Im Jahr 1706 wurde er in die Ukraine versetzt, wo er unter dem Kommando von Iwan Masepa stand und bekämpfte 1707 bis 1708 die Bulawinrebellion angeführt von Kondrati Afanassjewitsch Bulawin. Während der Schlacht von Poltawa war er Kommandeur der Reservekavallerie. 
Er nahm auch an dem Pruthfeldzug Peters im Jahr 1711 teil. Im Jahr 1713 zeichnete er sich bei der Belagerung von Stettin aus. Im Jahr 1715 war er Vorsitzender einer Kommission, die Betrugs- und Unterschlagungsfälle von Alexander Danilowitsch Menschikow untersuchen sollte. Im Jahre 1715 wurde er nach Polen als Repräsentant des Zaren entsandt, der zu dieser Zeit erkrankt war. Dort schloss er 1716 einen Pakt mit Danzig, der die Stadt zu einer anti-schwedischen Politik verpflichtete. 
Er begleitete auch Peter I. während seiner Auslandsreisen nach Westeuropa im Jahr 1717 und 1718. Obwohl er ein Günstling Peters war, missbilligte er eine Reihe von Peters Reformen und wurde schließlich ein Parteigänger des Zarewitsch Alexei Petrowitsch. Im Jahre 1718, nach Alexeis Tod, überwarf sich Dolgorukow mit Peter, indem er die Gewalt Peters gegenüber seinem eigenen Sohn verurteilte. Dolgorukow wurde degradiert und ins Exil nach Solikamsk entsandt. Nach der Krönung von Katharina I. am 7. Mai 1724 wurde er wieder aus seinem Exil gebracht und zunächst in den Rang eines Obersts und dann zum Brigadegeneral ernannt. 
Im Jahre 1726 wurde er zum Kommandanten der Streitkräfte im Kaukasus ernannt. Im Jahre 1728 wurde er zum Feldmarschall und zum Mitglied des Geheimen Kriegsrats befördert. Nach der Krönung von Anna im Jahre 1730 wurde Dolgorukow in den Senat berufen und Präsident des Kriegskollegiums. Im Jahre 1731 wurde er wegen beleidigenden Äußerungen über die Kaiserin angeklagt und zum Tode verurteilt. Seine Strafe wurde dann in lebenslange Haft in der Schlüsselburg abgeändert. 1737 wurde er nach Iwangorod gebracht und schließlich 1739 ins Exil in das Solowezki-Kloster geschickt. Im Dezember 1741 nach Elisabeths Krönung wurde Dorgorukow voll rehabilitiert. Elisabeth ernannte ihn zum Präsidenten des Kriegskollegiums. Diesen Posten behielt er bis zu seinem Tod. Während seiner Tätigkeit im Kriegskollegium verbesserte Dolgorukow die Organisation und Logistik des russischen Militärs.

## Auszeichnungen
- Orden des Heiligen Alexander Newski
- Orden des Heiligen Andreas des Erstberufenen

## Quelle
- Bantysh-Kamensky: Feldmarschall Fürst Wassili Dolgoruky, in: Biographien russischer Generalissimuse und Generalfeldmarschälle in vier Teilen, Reprintedition von 1840, Teil 1–2, 1991, ISBN 5-7158-0002-1